# Кючюкбакалкьой
Кючюкбакалкьой (на турски: Küçükbakkalköy) е квартал в район Аташехир, Истанбул, Турция. Населението му е 30 050 души към 2022 г. Намира се в азиатската част на Истанбул. Ограничен е на северозапад, север и североизток от квартал Ататюрк, на югоизток от квартал Кайъшдагъ, на юг от квартал Ичеренкьой и на запад от квартал Барбарос.
Името Кючюкбакалкьой означава „малко селце за хранителни стоки“. Твърди се, че името идва от пазара, провеждан в гръцкото село, което преди е съществувало там. Кварталът е споменат като Pakal-kioi (Πακαλ-κιοι) на гръцка надгробна плоча от 1875 г. в гробище в квартала.
Твърди се, че кварталът датира от византийски времена, като се смята, че Acısu Çeşmesi („извор с горчива вода“) е част от стара аязма.
Кючюкбакалсьой е един от историческите ромски региони в турските (цигански) квартали на Истанбул, заедно със Сулукуле, Селамсъз, Чюрюклюк, Топхане, Чайърбою и Лонджа. През 2006 г. се съобщава, че в квартала има 240 ромски домакинства.